# Психея (космічний апарат)
Психея (англ. Psyche) — космічна місія NASA для дослідження походження планетарних ядер за допомогою вивчення металевого астероїда 16 Психея. Він може мати 253 км у діаметрі та оголене залізо-нікелеве ядро протопланети, що, найімовірніше, є наслідком сильного зіткнення з іншим об'єктом, який здер зовнішню кору. Це найважчий відомий астероїд типу M, який також може містити значну кількість золота і платини, так що загальна його вартість може становити 10 000 квадрильйонів доларів.
30 вересня 2015 року астероїд 16 Психея був обраний як півфіналіст для місії № 13 за програмою «Discovery», а вже 4 січня 2017 року місію було оголошено переможницею.
Запуск космічного апарата первісно було заплановано на серпень 2022 року. Та в жовтні 2022 року NASA повідомило, що він відбудеться у період з 5 по 25 жовтня 2023 року. Причиною стала неготовність наземного обладнання, що унеможливило виконання всіх належних перевірок і тестів. Запуск успішно здійснено 13 жовтня 2023 року ракетою Falcon Heavy компанії SpaceX.
Метою місії є політ до 253-кілометрового астероїда 16 Психея, що відрізняється підвищеним вмістом металів. Багато вчених підозрює, що він являє собою уламок ядра протопланети, що зруйнувалася на зорі існування Сонячної системи. Космічний апарат «Психея» має перевірити це припущення.

## Історія
Астероїд 16 Психея був поданий в рамках конкурсу пропозицій для космічної програми «Discovery», який проводився в лютому 2015 року. 30 вересня 2015 року він увійшов до списку п'яти фіналістів і отримав 3 мільйони доларів США на подальшу розробку концепції.
4 січня 2017 року «Психея» була обрана як 14-та місія «Діскавері» із запуском у 2023 році. У травні 2017 року дату запуску було перенесено для отримання ефективнішої траєкторії: запуск був перенесений на липень 2022 року на борту ракети-носія SpaceX Falcon Heavy, 23 травня 2023 року мав відбутись гравітаційний маневр навколо Марса, а прибуття на астероїд Психея планувалося на 31 січня 2026 року.
У червні 2022 року NASA виявило, що запізня поставка тестового обладнання та програмного забезпечення космічного корабля не залишає достатньо часу для завершення необхідних випробувань, і вирішило відкласти запуск. Наступні вікна для запуску були доступні у 2023 і 2024 роках із зустріччю з астероїдом 16 Психея у 2029 і 2030 роках відповідно.
28 жовтня 2022 року NASA оголосило, що місія «Психея» буде запущена до 10 жовтня 2023 року, і приліт до астероїда відбудеться в серпні 2029 року.
Незалежний огляд затримок у Лабораторії реактивного руху (JPL), про який повідомлялося в листопаді 2022 року, виявив нестачу персоналу, недостатнє планування та проблеми з комунікацією між інженерами та керівництвом. Місія VERITAS до Венери була відкладена, щоб вивільнити персонал і задіяти його на місії «Психея».
18 квітня 2023 року, як було повідомлено на сторінці місії «Психея», Лабораторія реактивного руху (JPL) встановила дату запуску на 5 жовтня 2023 року.
20 липня 2023 року, згідно з повідомленням NASA, інженери перейшли до фінального етапу підготовки місії «Психея». Космічний корабель «Психея» провів останній рік на об'єкті космічних операцій Astrotech поблизу Космічного центру імені Кеннеді. Там інженери з Лабораторії реактивного руху (JPL) працювали над остаточним збиранням та випробуваннями напередодні запланованого на 5 жовтня запуску.
16 листопада 2023 року, згідно з повідомленням NASA, космічний апарат «Психея» зміг обмінятися даними з наземними телескопами за допомогою інфрачервоного лазерного сигналу з відстані 16 млн км. Це найбільша відстань, на якій поки вдалося встановити сеанс зв'язку оптичним каналом.
Станом на початок грудня 2023 року, космічний апарат «Психея» перебував між Марсом і Юпітером у головному поясі астероїдів. За даними NASA, 4 грудня апарат «Психея» за допомогою своїх двох камер вперше зробив і надіслав на Землю фотографію далекого космосу.
8 квітня 2024 року, космічний апарат «Психея» передав нове повідомлення на Землю за допомогою оптичного лазерного зв’язку з відстані 226 млн км (140 млн  миль) та швидкістю 25 Мбіт/с.

## Конструкція апарата
Космічний апарат «Психея» для живлення використовуватиме сонячні батареї. Передбачається, що він матиме наступні наукові інструменти: камера, магнітометр, і гамма-спектрометр. Лінда Елкінс-Тантон із університету штату Аризона є головною керівницею місії, а Лабораторія реактивного руху (JPL) виступає керівником усього проєкту.

## Огляд місії
Космічний корабель «Психея» сконструйований із сонячною електричною тягою, а наукове корисне навантаження включає мультиспектральну камеру, магнітометр і гамма-спектрометр.
Місія розрахована на 21 місяць наукових досліджень. Космічний корабель був побудований Лабораторією реактивного руху (JPL) у співпраці з SSL і Університетом штату Аризона.
Здійснення запуску «Психеї» пропонувалося на одній ракеті з окремою космічною місією «Афіна», яка мала здійснити проліт повз астероїд 2 Паллада, третій за величиною астероїд у Сонячній системі. У травні 2020 року було оголошено, що на борту Falcon Heavy разом із «Психеєю» як додатковим корисним навантаженням полетять два малі супутники — EscaPADE для вивчення марсіанської атмосфери і «Янус» для дослідження подвійних астероїдів, але у вересні 2020 року EscaPADE вилучили з плану. Пізніше, 18 листопада 2022 року, «Янус» теж був вилучений із запуску, коли стало зрозуміло, що нова дата запуску «Психеї» не дасть «Янусу» змогу вийти на траєкторію, необхідну для досягнення цілей місії. Остаточно прийнято рішення, що запуск місії відбудеться за допомогою надважкої ракети SpaceX Falcon Heavy.

## Цілі місії
Диференціювання — це фундаментальний процес у змінах багатьох астероїдів і всіх планет земної групи, і безпосереднє дослідження ядра може значно покращити розуміння цього процесу. Місія «Психея» матиме змогу охарактеризувати геологію, форму і елементний склад, магнітне поле і розподіл маси 16 Психеї. Очікується, що місія покращить розуміння небулярної гіпотези і внутрішню структуру планетних систем. Наукові питання цієї місії наведені нижче:
1. Чи мають планетезималі, які формуються близько до Сонця дуже різну об'ємну структуру?
2. Чи має астероїд 16 Психея оголене ядро чи диференційовану планетезималь або сформоване з багатих на залізо частинок? З чого складаються будівельні блоки планет?
3. Якщо 16 Психея був позбавлений своєї мантії, коли і як це сталося?
4. Якщо 16 Психея колись був розплавлений, він затвердів ззовні чи зсередини?
5. Чи виробляє 16 Психея магнітне поле чи він охолонув?
6. Які головні сплави та елементи з яких складається залізне ядро?
7. Які ключові характеристики геологічної поверхні і глобальної топографії астероїда? Чи відрізняється ззовні від інших відомих кам'яних і льодяних тіл?
8. Як кратери на металічному тілі відрізняються від тих, що існують на кам'яних і льодяних тілах?

Водночас, як стало відомо, місія Психея має й деякі інші цілі, які виходять далеко за межі наукових досліджень. Це пов'язано з тим, що астероїд 16 Психея — унікальний за своїм складом та складається із заліза, нікелю і золота, і є дуже дорогим у грошовому еквіваленті. Його вартість, за попередніми оцінками, складає 10 квінтильйонів доларів США. Він містить таку велику кількість металів, що його маса становить приголомшливий 1 % від сукупної маси всіх інших об'єктів у поясі астероїдів. Це дивовижне відкриття дозволило вченим підрахувати, що вартість Психеї в 90 разів перевершує всю економіку Землі.

## Галерея
|                  |
| 3D-модель Психеї |

|                            |
| Відманштеттенові структури |